# Lac Pajegasque
Le lac Pajegasque est un plan d'eau douce situé sur le territoire d'Eeyou Istchee Baie-James, dans le Nord-du-Québec, au Québec. 

## Géographie
Le lac Pajegasque est situé sur le territoire géré par le Gouvernement régional d'Eeyou Istchee Baie-James. Il est situé à proximité des agglomérations suivantes : 
- Val-Paradis, situé à 11 km au Nord-Est;
- Beaucanton, situé à 10 km à l'Est;
- Villebois, situé à 15 km à l'Est;
- Normétal, en Abitibi-Témiscamingue, situé 8 km au Sud[2].

Le toponyme du plan d'eau est officialisé par la Commission de toponymie du Québec en 1968. Le toponyme est inspiré de la langue algonquine mais sa signification n'a pas été établie.

## Tourisme et villégiature
Depuis 1998, le camping et la plage du lac Pajegasque offre des services de villégiature en bordure du lac. Le secteur compte une plage, des sentiers pédestres, de ski de fonds, de VTT et de motoneige.
Le 23 juin 2023, le secteur de villégiature du lac Pajegasque est évacué sur recommandation de la SOPFEU, de même que les résidents de Villebois et Valcanton, en raison d'importants feux de forêts dans le secteur, notamment celui de Normétal. L'ordre d'évacuation est levé le 25 juin.